# KO OK
KO OK war eine von Hans Rosenthal moderierte Spielshow des ZDF.

## Inhalt
KO OK basierte auf der von Rosenthal entwickelten Radioshow Da ist man sprachlos, die er bereits beim RIAS moderiert hatte. In zwei gegnerischen Teams traten jeweils drei prominente Gäste an. Im Vorfeld der Spielrunde wurde dem Publikum – aber nicht den Teams – ein Wort genannt, das nicht verwendet werden durfte. Dann wurde ein Gesprächsthema vorgegeben, zu dem jeder Gast nun jeweils eine Minute reden musste, danach war jeweils das andere Team an der Reihe. Wurde das unbekannte Wort zufällig verwendet, erhielt das entsprechende Team drei Punkte („OK“). Im weiteren Verlauf des Spieles durfte dieses Wort nicht mehr verwendet werden, wenn doch, so erhielt das andere Team einen Punkt („KO“). Es gab darüber hinaus eine weitere Regel, nach der es den Teams möglich war, gegen Versuche der Verzögerung oder bei Änderung des Gesprächsthemas Einspruch einzulegen. In diesem Fall entschied die Jury über die Richtigkeit des Einspruchs. Wurde dem Einspruch stattgegeben, so erhielt das einsprechende Team einen Punkt.

## Team
Das Team bestand aus drei Assistentinnen sowie einer dreiköpfigen Jury (Dagmar Bergmeister, Martin Jente und Uwe Seeler). Während die Assistentinnen (Birgit Hofmann (Rosenthals Tochter), Monika Sundermann, Gundula Walther) für die Zeitnahme und die Führung der Punktliste verantwortlich waren, war die Jury im Falle von Einsprüchen der Kandidaten dafür zuständig, eine Entscheidung zu fällen und die Punkte zuzuteilen.

## Laufzeit
Die erste Sendung wurde am 31. Januar 1977 im ZDF ausgestrahlt, bis 1980 gab es insgesamt 33 halbstündige Folgen im Vorabendprogramm.